# Yves Desgagnés
Pour les articles homonymes, voir Desgagnés.
Yves Desgagnés est un acteur, metteur en scène et réalisateur québécois, né le 3 janvier 1958 aux Éboulements (Canada). Il est également juge de L'Échelle du talent sur les ondes de V et a été juge pour Le Match des Étoiles était animé par Normand Brathwaite sur les ondes de Radio-Canada.Il a également une jeune fille Amélie qui entre en sa deuxième année de secondaire.

## Filmographie

### Acteur
- 1980 : Jeune Délinquant : Reggie
- 1983 : Pourquoi l'étrange Monsieur Zolock s'intéressait-il tant à la bande dessinée? : Sombre Portier
- 1984 : Les Années de rêves : Yves
- 1986 : Pouvoir intime : Paul
- 1987 : L'Héritage (série télévisée) : Junior Galarneau
- 1988 : Gaspard et fil$ : Maxime
- 1988 : Cœur de nylon
- 1992 : Montréal P.Q. (série télévisée) : Léonardo
- 1992 : La Fenêtre : Raphael
- 1993 : La charge de l'orignal épormyable
- 1994 : Louis 19, le roi des ondes (Reality Show) : Conducteur moqueur
- 1995 : Les Machos (série télévisée) : Marois
- 1995 : Les grands procès : Maître Maher
- 1996 : Urgence ("Urgence") (série télévisée) : Taschereau
- 2003 : Fortier : André Matteau
- 2003 : Les Invasions barbares : Olivier
- 2004 : Le Bleu du ciel (série télévisée) : Bertin Boulet
- 2005 : Idole instantanée
- 2006 : Roméo et Juliette : Maître Valiquette

### Réalisateur
- 2005 : Idole instantanée
- 2006 : Roméo et Juliette
- 2012 :  La Première (documentaire TV sur la vie de Pauline Marois)

### Récompenses
- 1979 - Recrue de l'année de la Ligue nationale d'improvisation